# Iglesia de Nuestra Señora del Carmen (Antigua Guatemala)
La Iglesia de Nuestra Señora del Carmen era una fastuosa iglesia católica en la ciudad de Santiago de los Caballeros de Guatemala, destruida por los Terremotos de Santa Marta en 1773.  A pesar de la destrucción casi total del templo, su fachada quedó en buen estado y ha sido admirada desde entonces como un ejemplo del barroco sísmico guatemalteco.
A esta edificación religiosa, por facilidad, se le llamaba «Iglesia del Carmen», nombre que le siguió cuando las monjas carmelitas se trasladaron a la Ciudad de Guatemala luego de los terremotos de 1773.

## Descripción del templo
El frontispicio de esta Iglesia permite imaginar la majestuosidad con la que la misma fue construida. Originalmente tenía dos niveles, y en la fachada contaba con veinticuatro columnas, doce por cada nivel. Cada nivel tenía dos torres, de seis columnas cada una. Las columnas están agrupadas por pares y descansan sobre un podio, cuya superficie está tratada como un panel que seguramente se decoró con estuco. Esas columnas, cuyo orden es poco común, se encontraban también talladas en estuco con finos atauriques en espiral. Igual tallado tenía el frente de la nave central, en la que aún pueden observarse adornos con diseños de hojas de acanto y palmas, y cada grupo separado por rosetas. En la edificación se utilizaron ladrillos también revestidos del material indicado.

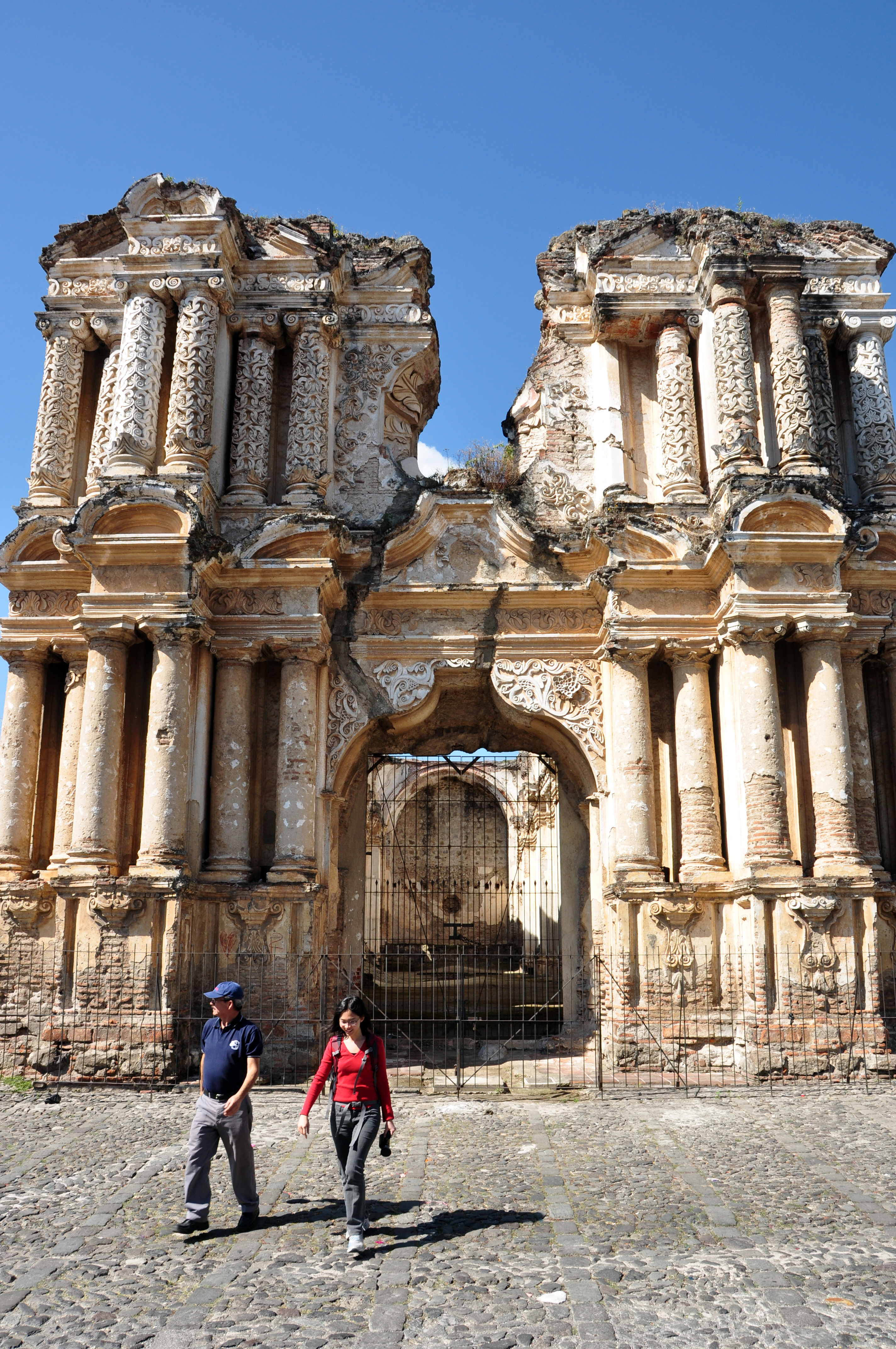
Estado actual de la fachada frontal de la Iglesia Nuestra Señora del Carmen, Antigua Guatemala

### Teoría sobre la disposición de las columnas coloniales de la fachada

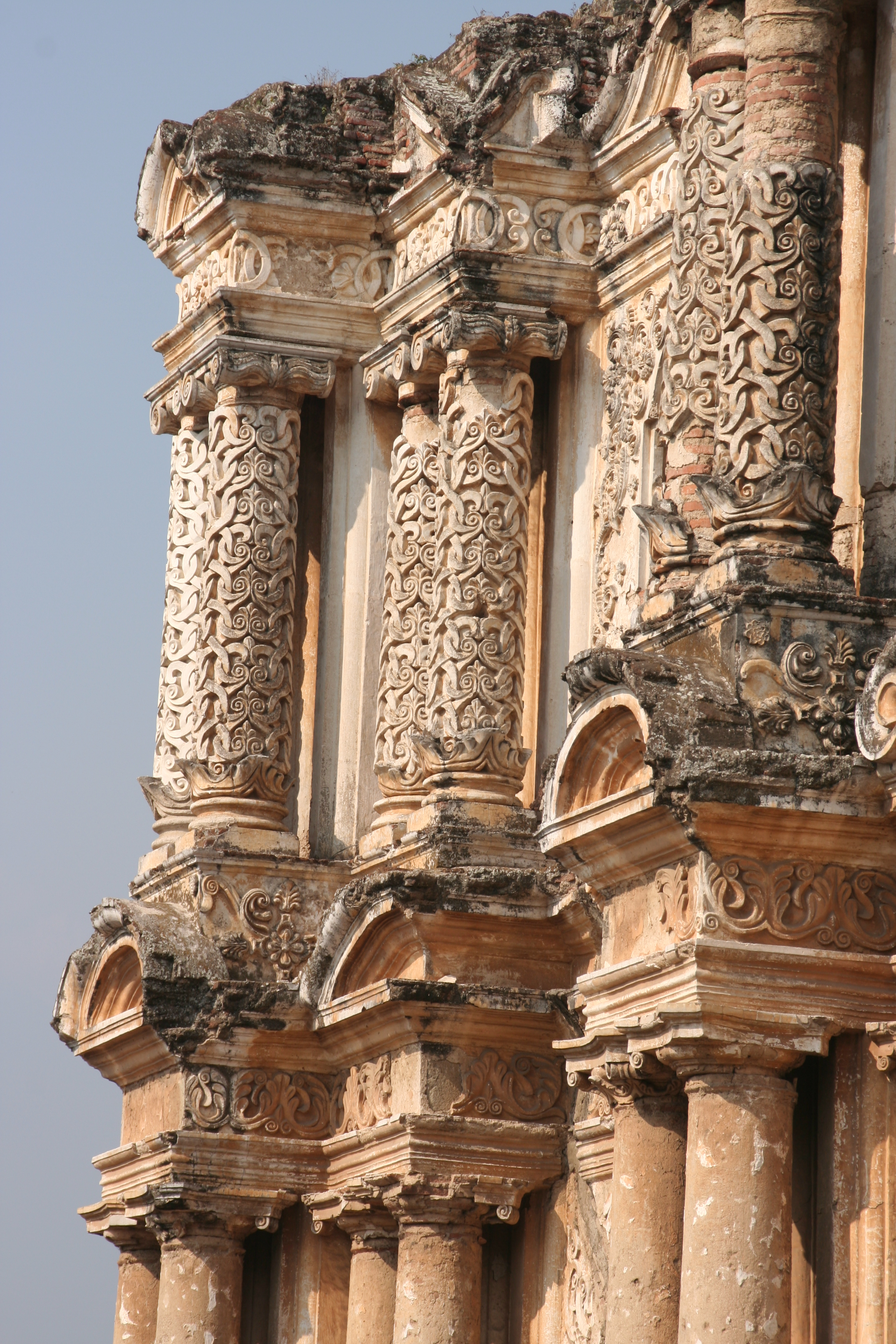
Detalle de columnas que conforman la fachada frontal

La edificación de iglesias y claustros de los monasterios y conventos de las distintas órdenes religiosas se realizaba bajo la percepción de una geografía sagrada, en la que se concibió un espacio geográfico mediatizado por la dimensión religiosa en particular y la cultura poblacional.  A diferencia de otras edificaciones religiosas de la Capitanía General de Guatemala, en la fachada de esta iglesia no se incluyeron imágenes religiosas; únicamente se encontraba en la amplia hornacina central una efigie de Nuestra Señora del Carmen, que fue derribada por el terremoto del 4 de febrero de 1976.
Se ha sugerido que la fachada —que es única en su género— fue construida bajo la influencia de las revelaciones contenidas en el capítulo 4 —versículos 2, 4, 10 y 11—del Libro del Apocalipsis en la que el autor, San Juan Apóstol, en una visión vio a veinticuatro ancianos en el Templo celestial.

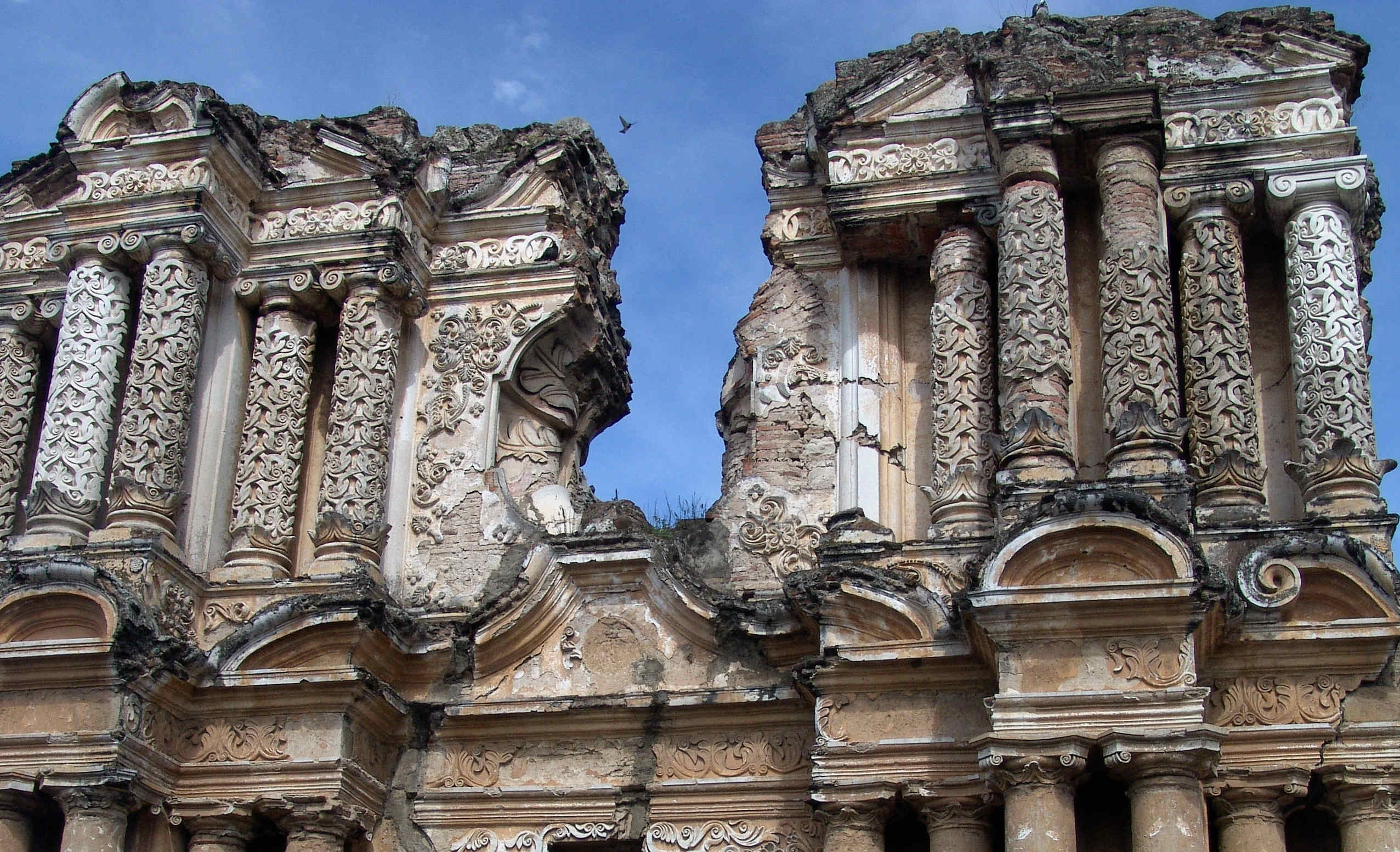
Detalle de las columnas que conforman la fachada principal

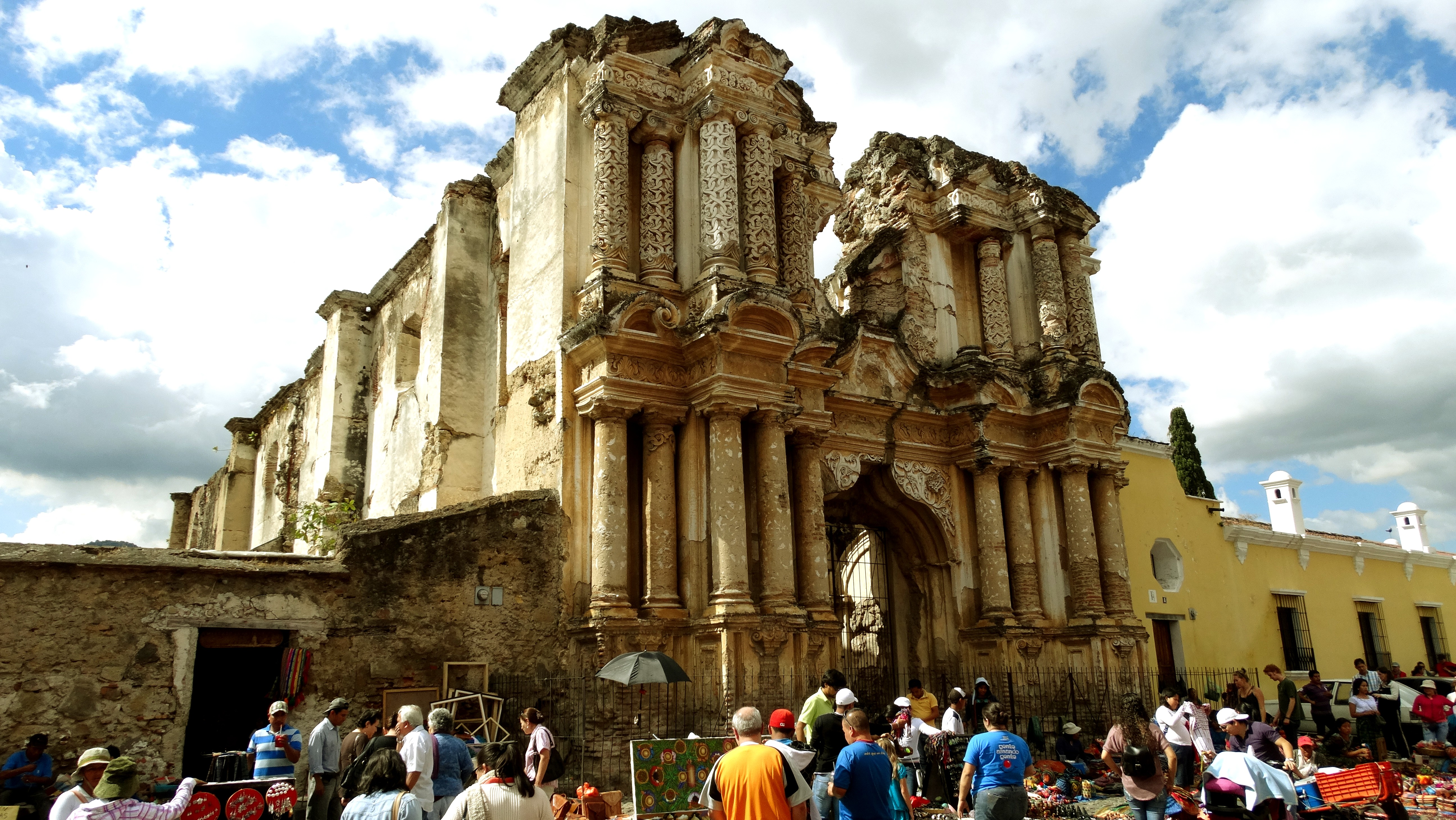
Actualmente frente a la Iglesia Nuestra Señora del Carmen, se ubican ventas que forman parte del mercado de artesanías de Antigua Guatemala

## Historia
Los orígenes de esta edificación datan de 1638, cuando el Ayuntamiento de la ciudad de Santiago de los Caballeros concedió autorización para la construcción de una Iglesia y Ermita, bajo la advocación de la Orden de Nuestra Señora del Carmen. En 1651, esas instalaciones fueron destruidas por los sismos ocurridos en el mismo año. En 1686, se edificó un nuevo templo, que también sufrió grandes daños por el terremoto de San Miguel, ocurrido en 1717.

### Terremotos de San Miguel
Los terremotos más fuertes que vivió la ciudad de Antigua Guatemala antes de su traslado definitivo en 1776 fueron los terremotos de San Miguel en 1717. El 27 de agosto hubo una erupción muy fuerte del Volcán de Fuego, que se extendió hasta el 30 de agosto; los vecinos de la ciudad pidieron auxilio al Santo Cristo de la catedral y a la Virgen del Socorro que eran los patronos jurados contra el fuego del volcán.  El 29 de agosto salió la Virgen del Rosario en procesión después de un siglo sin salir y hubo muchas más procesiones de santos hasta el día 29 de septiembre, día de San Miguel; los primeros sismos por la tarde fueron leves, pero a eso de las 7 de la noche se produjo un fuerte temblor que obligó a los vecinos a salir de sus casas; siguieron los temblores y retumbos hasta las cuatro de la mañana.  Los vecinos salieron a la calle y a gritos confesaban sus pecados, pensando lo peor. La iglesia del Carmen fue destruida, pero la nueva edificación se concluyó en 1728, y es la que permaneció activa hasta 1773.

### Terremotos de Santa Marta
En 1776, la capital fue trasladada a la ciudad de Nueva Guatemala de la Asunción luego que los terremotos de Santa Marta de 1773 arruinaran la ciudad de Santiago de los Caballeros de Guatemala por tercera ocasión en el mismo siglo y las autoridades civiles utilizaran eso como excusa para debilitar a las autoridades eclesiásticas —siguiendo las recomendaciones de las Reformas Borbónicas emprendidas por la corona española en la segunda mitad del siglo xviii— obligando a las órdenes regulares a trasladarse de sus majestuosos conventos destruidos a frágiles estructuras temporales en la nueva ciudad.
La ciudad de Santiago empezó a llamarse la «arruinada Guatemala», «Santiago de Guatemala antiguo» y la «antigua ciudad».  Fue abandonada por todas las autoridades reales y municipales, y en 1784 por las dos últimas parroquias: Candelaria y Nuestra Señora de los Remedios, quedándose también sin autoridades eclesiásticas.  Pocos años después el arzobispo Cayetano Francos y Monroy autorizó el funcionamiento de tres parroquias interinas que llevaron el nombre de sus antecesoras: «San Sebastián», «Candelaria» y «Los Remedios», en donde se guardó la mayor cantidad de obras de arte religioso que permaneció en la antigua Guatemala. Tras la independencia de 1821 recuperó la categoría de ciudad y fue nombrada como cabecera del departamento de Sacatepéquez.

### Terremoto del 3 de septiembre de 1874
De acuerdo al periódico estadounidense The New York Times, el terremoto de Guatemala del 3 de septiembre de 1874 fue el más devastador de los que se registraron en ese año en todo el mundo. No solamente se destruyó completamente el pueblo de Parramos,
 sino que bandas de forajidos armados con cuchillos y otras armas punzocortantes intentaron asaltar a los damnificados y robarles lo poco que les quedaba; afortunadamente, las bandas fueron capturadas por la policía del gobierno del general Justo Rufino Barrios y ejecutadas sumariamente.
Un testigo relató que el terremoto se sintió como una combinación de una larga serie de movimientos verticales y horizontales que hacían que pareciera que el suelo se movía en forma de olas y que se elevaba hasta un pie de alto por encima de su nivel normal. Otro testigo indicó que el pueblo de San Miguel Dueñas quedó totalmente destruido, y quienes lograron sobrevivir salieron huyendo buscando áreas más seguras.  En total, hubo US$300,000 en pérdidas; los poblados afectados aparte de Antigua Guatemala, Dueñas, Parramos y Patzicía, fueron Jocotenango, San Pedro Sacatepéquez, Ciudad Vieja y Amatitlán.

## Después del traslado de la capital

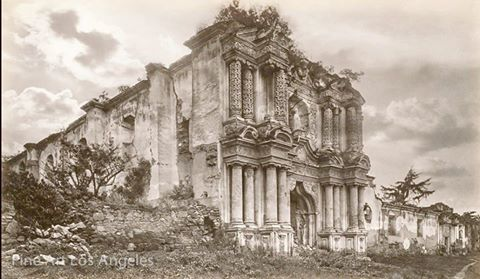
Ruinas abandonadas de la Iglesia de Nuestra Señora del Carmen en 1896. Obsérvese que la estructura está en mejores condiciones que en el siglo xxi dado que todavía no había sido afectada por los terremotos de 1917-18 ni por el terremoto de 1976.

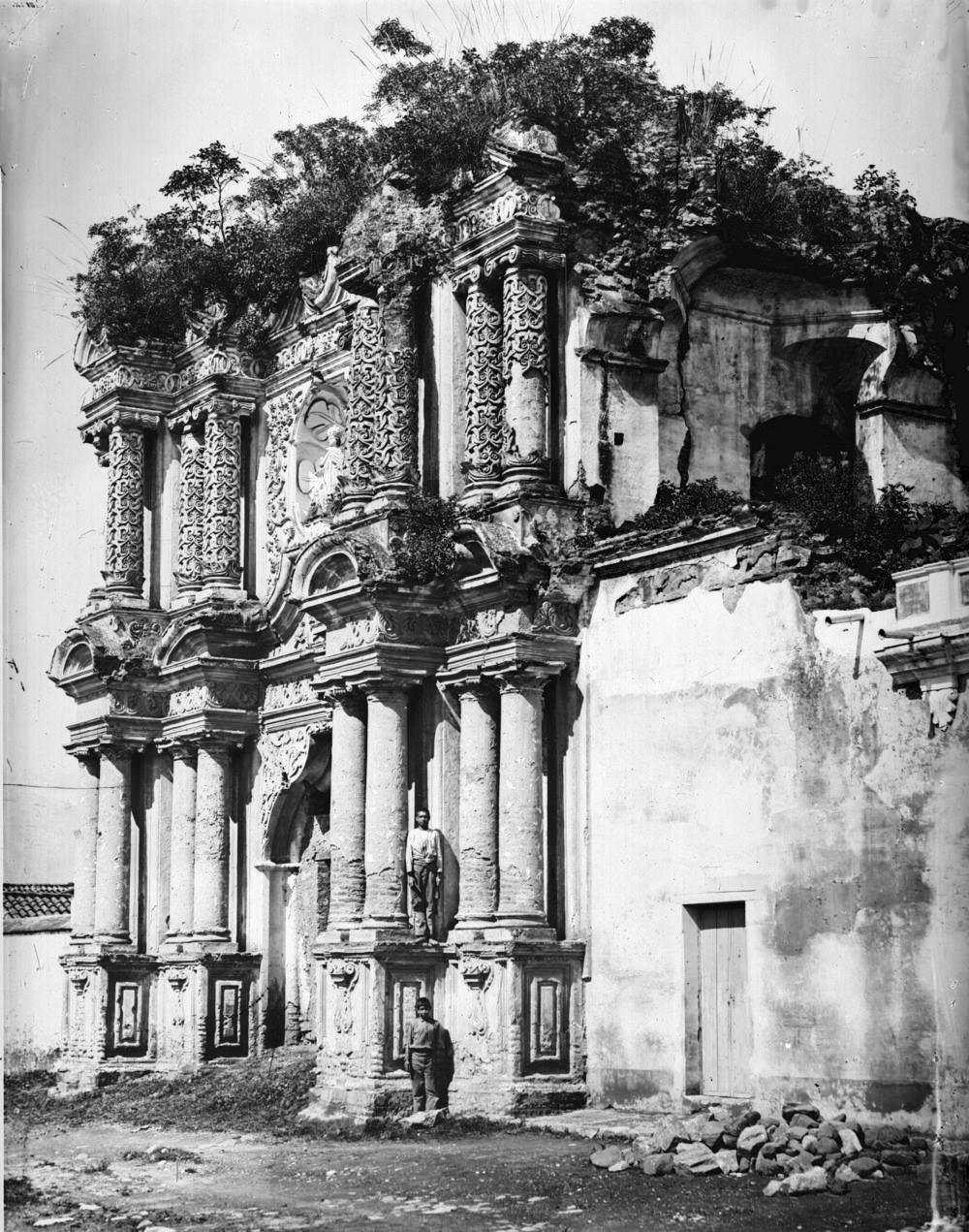
Estado de la fachada frontal de la Iglesia Nuestra Señora del Carmen el 1910

La ciudad empezó a llamarse la «arruinada Guatemala», «Santiago de Guatemala antiguo» y la «antigua ciudad».  Fue abandonada por todas las autoridades reales y municipales, y en 1784 por las dos últimas parroquias: Candelaria y Los Remedios, quedándose también sin autoridades eclesiásticas.  Pocos años después el arzobispo Cayetano Francos y Monroy autorizó el funcionamiento de tres parroquias interinas que llevaron el nombre de sus antecesoras: San Sebastián, Candelaria y Los Remedios, en donde se guardó la mayor cantidad de obras de arte religioso que permaneció en la antigua Guatemala.  El 4 de agosto de 1786 fue declarada villa por real cédula y en 1788 el alcalde mayor de Sacatepéquez pidió autorización para retornar a la Antigua Guatemala.  Para 1799 se nombraron dos alcaldes ordinarios y un síndico.  La villa ya no era la esplendorosa ciudad que fue, pero el nuevo ayuntamiento logró que Antigua Guatemala resurgiera durante el siglo XIX. Tras la independencia de 1821 recuperó la categoría de ciudad y fue nombrada como cabecera del departamento de Sacatepéquez.

## Terremoto de 1976
El 4 de febrero de 1976 un sismo de 7.5 grados en la escala Richter hizo caer las cúpulas que aun estaban en pie y la imagen de la Virgen que estaba en la fachada.